# 1409 Isko
Isko (asteróide 1409) é um asteróide da cintura principal com um diâmetro de 35,54 quilómetros, a 2,5213019 UA. Possui uma excentricidade de 0,0578294 e um período orbital de 1 598,96 dias (4,38 anos).
Isko tem uma velocidade orbital média de 18,20728104 km/s e uma inclinação de 6,69651º.
Esse asteróide foi descoberto em 8 de Janeiro de 1937 por Karl Reinmuth.